# Louis Ventenat
Louis Ventenat est un moine génovéfain et un naturaliste français, né le 18 février 1765 à Limoges et mort le 8 août 1794 à Port-Louis de l'Île Maurice (anciennement Île de France,).
Neuvième de treize enfants, il est le frère du botaniste Étienne Pierre Ventenat (1757-1808). Profès à Sainte-Geneviève le 3 mars 1786, puis chanoine régulier.
C'est par l'intermédiaire de son frère qu'il rejoint l’expédition d'exploration et de secours conduite par le contre-amiral Antoine Bruny d'Entrecasteaux (1737-1793) à la recherche de Jean-François de Galaup, comte de La Pérouse (1741-1788), dont on était sans nouvelles depuis trois ans. Il sert comme aumônier et naturaliste à bord de La Recherche, une des deux frégates de l'expédition, avant d'être transféré à bord de L'Espérance, le 20 août 1793.
À Surabaya, il est interné sur ordre du gouverneur hollandais, en compagnie de sept autres membres de l’expédition, suspecté d'avoir de la sympathie pour les idées révolutionnaires et transféré à Semarang. Ses travaux scientifiques sont confisqués. Gravement malade, il obtient de pouvoir embarquer pour l’Île-de-France, où il décède en 1794

## Honneurs et postérité
Friedrich Anton Wilhelm Miquel (1811-1871) lui dédie l’espèce Peperomia ventenatii. Ses collections sont conservées, via Benjamin Delessert (1773-1784), dans l’herbier de Genève.
Il donne son nom au Cap Ventenat, situé à l'extrémité sud de la grande îles d'Entrecasteaux, découverte en juin 1793.

## Source
- (en) Nationaal herbarium Nederland